# Chūleh Dān
Chūleh Dān (persiska: Choldān, چُلدان, چوله دان) är en ort i Iran.   Den ligger i provinsen Chahar Mahal och Bakhtiari, i den centrala delen av landet, 400 km söder om huvudstaden Teheran. Chūleh Dān ligger 1 393 meter över havet och antalet invånare är 571.
Terrängen runt Chūleh Dān är varierad. Runt Chūleh Dān är det ganska glesbefolkat, med 38 invånare per kvadratkilometer. Närmaste större samhälle är Refen, 3,9 km söder om Chūleh Dān. Omgivningarna runt Chūleh Dān är i huvudsak ett öppet busklandskap.